# Mahlower Seegraben
Der Mahlower Seegraben ist ein rechter Zufluss des Großbeerener Grabens in Brandenburg.

## Geschichte
Der Graben entstand im Zuge der Errichtung der Berliner Rieselfelder zum Ende des 19. Jahrhunderts. Zwar bestehen die Seitenwände aus Beton, das Gewässerbett wurde aber mit Kies und einem Filtervlies hergestellt. Der nördliche Teil wurde in den Jahren 1985 bis 1987 in eine Betonrinne geführt, um Wasser aus einer Kläranlage in Waßmannsdorf zuzuführen. In diesem Zusammenhang wurde die Marienfelder Straße im südlichen Bereich asphaltiert.

## Verlauf
Der Graben beginnt in Waldblick, einem bewohnten Gemeindeteil der Gemeinde Blankenfelde-Mahlow und damit nördlich der Landesstraße L76, die in diesem Gebiet West-Ost-Richtung verläuft. Südlich von Birkholz, einem Wohnplatz der Gemeinde Großbeeren, unterquert er in südlicher Richtung die dort vierspurig ausgebaute Landesstraße. Er verläuft nun bogenförmig zunächst in westlicher, anschließend in südlicher Richtung im Landschaftsschutzgebiet Diedersdorfer Heide und Großbeerener Graben und damit nordöstlich von Kleinbeeren, einem Ortsteil von Großbeeren. Er unterquert die Landesstraße L40 zwischen Großbeeren und Diedersdorf und stößt an den Berliner Außenring. Ab hier verläuft er in westlicher Richtung und mündet nach rund weiteren 1,3 km südlich von Großbeeren in den Großbeerener Graben.